# Nicole Seekamp
Nicole Seekamp (ur. 26 kwietnia 1992 w Renmark) – australijska koszykarka grająca na pozycji rozgrywającej, reprezentantka kraju, obecnie zawodniczka Adelaide Lightning. 
W sezonie 2016/2017 występowała w polskim klubie Basket Ligi Kobiet – InvestInTheWest AZS AJP Gorzów Wielkopolski.
26 lutego 2019 została zawodniczką Dallas Wings.

## Osiągnięcia
Stan na 6 marca 2020.
NCAA
- Uczestniczka turnieju NCAA (2014)
- Mistrzyni:
  - turnieju:
    - WNIT (2016)[3]
    - konferencji Summit League (2014)

  - sezonu regularnego Summit League (2015, 2016)
- Zawodniczka roku Summit League (2016)[3]
- MVP turnieju:
  - WNIT (2016)
  - Summit League (2013, 2015)
- Zaliczona do:
  - I składu:
    - Summit League (2014–2016)
    - turnieju:
      - WNIT (2016)
      - turnieju Summit League (2013–2016)

    - Academic All-Summit League (2015, 2016)
    - Summit League All-Newcomer Team (2013)

  - składu honorable mention All-Summit League (2013)
  - Summit League Commissioner's List of Academic Excellence (2013–2015)
  - Summit League Honor Roll (2013, 2014)
- Liderka Summie League w:
  - asystach (2015)
  - przechwytach (2015)

Drużynowe
- Wicemistrzyni Australii (WNBL – 2019)

Indywidualne
(* – nagrody przyznane przez portale australianbasket.com)
- Laureatka Bob Staunton Scholarship Award (2009)
- Zaliczona do składu honorable mention WNBL (2019)*[3]
- Liderka WNBL w:
  - asystach (2020)
  - przechwytach (2019)

Reprezentacja
- Mistrzyni:
  - Igrzysk Wspólnoty Narodów (2018)[3]
  - Oceanii U–18 (2010)